# U nguyên bào
U nguyên bào / Blastoma là một loại ung thư, phổ biến hơn ở trẻ em, được gây ra bởi các khối u ác tính trong các tế bào tiền thân, thường được gọi là nguyên bào (blast). Ví dụ như u nguyên tủy bào, u nguyên bào thận, và u nguyên bào võng mạc. Hậu tố -blastoma được sử dụng để ám chỉ một khối u của các tế bào nguyên thủy, biệt hóa không hoàn toàn (hoặc tiền thân), ví dụ, chondroblastoma bao gồm các tế bào giống như tiền thân của tế bào sụn.

## Sinh học phân tử và điều trị
Nhiều loại u nguyên bào có liên quan đến đột biến gen ức chế khối u. Ví dụ, u nguyên bào nang màng phổi có liên quan đến đột biến mã hóa cho p53. Tuy nhiên, đột biến cho phép tăng sinh của các tế bào biệt hóa không hoàn toàn có thể khác nhau tùy theo từng bệnh nhân và một đột biến có thể làm thay đổi tiên lượng. Trong trường hợp nguyên bào võng mạc, bệnh nhân mang karyotype một cách rõ ràng bất thường, với một sự mất đi của chức năng đột biến trên một băng cụ thể của nhiễm sắc thể 13. Việc xóa gene lặn này trên gen rb cũng liên quan đến các loại ung thư khác và phải có mặt trên cả hai alen, để một tế bào bình thường tiến triển thành ác tính. Như vậy, trong trường hợp của các u nguyên bào thông thường, chẳng hạn như u nguyên bào giác mạc, bác sĩ có thể trực tiếp điều trị ngay, nhưng trong trường hợp hiếm, với các u nguyên bào có liên kết với gene, bác sĩ có thể phải xác định karyotype của bệnh nhân trước khi tiến hành điều trị.  Một số ví dụ về blastomas là u nguyên bào gan, u nguyên bào tủy, nephroblastoma, u nguyên bào thần kinh, u nguyên bào tụy, u nguyên bào nang màng phổi, u nguyên bào giác mạc, u nguyên bào thần kinh đệm và u nguyên bào sinh dục.